# 腓特烈三世 (神圣罗马帝国)
腓特烈三世（德語：Friedrich III，英語：Frederick III，1415年9月21日—1493年8月19日，生於因斯布鲁克，卒於林茨），哈布斯堡王朝的罗马人民的国王（1440年—1493年在位）和神圣罗马帝国皇帝（1452年加冕）。他是哈布斯堡第四位德意志国王和第一位神圣罗马皇帝，也是最后一位在罗马由教皇加冕的神圣罗马帝国皇帝。
在加冕成为神圣罗马皇帝前，他从1424年起担任内奥地利（施蒂里亚、克恩顿和卡尼奥拉）公爵，并从1439年起担任奥地利公国的摄政。他是至1493年为止统治时间最长的德国君主，统治了他的领土高达53年以上。
在腓特烈三世的统治期间，他专注于重新统一奥地利的哈布斯堡“世袭土地”，对帝国事务的兴趣较少。然而，通过他对匈牙利的王朝权利以及勃艮第公国的继承，他为后来的哈布斯堡帝国奠定了基础。尽管在一生中被戏称为“神圣罗马帝国的大瞌睡虫”（德语：Erzschlafmütze），他如今越来越被视为一个有效的统治者。
腓特烈三世在1452年在罗马由教皇尼古拉五世加冕为神圣罗马帝国皇帝。由于德国的一切都取决于那些各自为政的诸侯，腓特烈三世实际上不能在德意志内政方面做出任何决定。所以他把精力集中在扩大哈布斯堡王朝自身的领地上。到1464年，除蒂罗尔以外的全部奥地利领地已集中于皇帝一人之手。
1480年代，腓特烈三世在与匈牙利国王匈雅提·马加什的战争中，几乎失去了全部的奥地利领地（包括维也纳）。
腓特烈三世晚年过着离群索居的生活，研究星象学和炼金术。

## 家庭
- 萊昂諾爾（1434-1467）：1452年結婚，葡萄牙國王杜阿爾特一世之女
  - 克里斯多福（1455-1456）
  - 馬克西米利安一世（1459-1519）：神聖羅馬皇帝
    - 費利佩一世（1478-1506）：卡斯蒂利亚暨萊昂國王
    - 玛格丽特（1480-1530）：阿斯圖里亞斯親王、萨伏依公爵夫人

  - 海倫娜（1460-1462）
  - 庫妮根德（1465-1520），巴伐利亞公爵阿爾布雷希特四世夫人
  - 約翰（1466-1467）

| 腓特烈三世 (神圣罗马帝国) 哈布斯堡王朝出生于：1415年9月21日逝世於：1493年8月19日 | 腓特烈三世 (神圣罗马帝国) 哈布斯堡王朝出生于：1415年9月21日逝世於：1493年8月19日      | 腓特烈三世 (神圣罗马帝国) 哈布斯堡王朝出生于：1415年9月21日逝世於：1493年8月19日 |
| 統治者頭銜                                                                       | 統治者頭銜                                                                            | 統治者頭銜                                                                       |
| -------------------------------------------------------------------------------- | ------------------------------------------------------------------------------------- | -------------------------------------------------------------------------------- |
| 前任者： 阿爾布雷希特二世                                                        | 羅馬人民的國王 1440年–1493年                                                          | 繼任者： 馬克西米利安一世                                                        |
| 前任者： 西吉斯蒙德                                                              | 神聖羅馬皇帝 1452年–1493年                                                            | 繼任者： 馬克西米利安一世                                                        |
| 前任者： 恩斯特                                                                  | 施蒂利亞公爵、克恩頓公爵及卡尼奧拉公爵 1424年–1493年 與阿爾布雷希特六世 1424年–1463年 | 繼任者： 馬克西米利安一世                                                        |
| 前任者： 拉斯洛                                                                  | 奧地利大公 1457年–1493年 與阿爾布雷希特六世 1457年–1463年                             | 繼任者： 馬克西米利安一世                                                        |